# 列文森
約瑟夫·里奇蒙·列文森（Joseph Richmond Levenson，1920年6月10日—1969年4月6日），美國漢學家。生於波士頓，畢業於哈佛大學，1951年經費正清推薦至在加州大學伯克利分校任教。代表作有《儒教中國及其現代命運》、《梁啓超與中國近代思想》。1969年他因划艇事故死亡。
美國亞洲研究協會為紀念他設立了列文森圖書獎。

## 作品
- 《梁啓超與中國近代思想》（Liang Chi Chao and the Mind of Modern China）（1953）
- 《儒教中國及其現代命運》（Confucian China and Its Modern Fate）（1958-1965）
- 《詮釋中國史：從源起到漢亡》（_an interpretive history, from the beginnings to the fall of Han）（1969）
- 《革命與世界主義：西方戲劇與中國歷史舞台》（Revolution and Cosmopolitanism: the Western stage and the Chinese stages）（1971）